# طماق
الطِّماق أو المِسْمَاة أو التزلك هو لباس نسوي ضيق تلبسه النساء، وقد كان سابقاً لباساً داخلياً إلا أنه في السنوات الأخيرة أصبحت الفتيات تخرج به وأصبح موضة عالمية وهناك من الرجال من يلبسه في الأونة الأخيرة.

## الأنواع

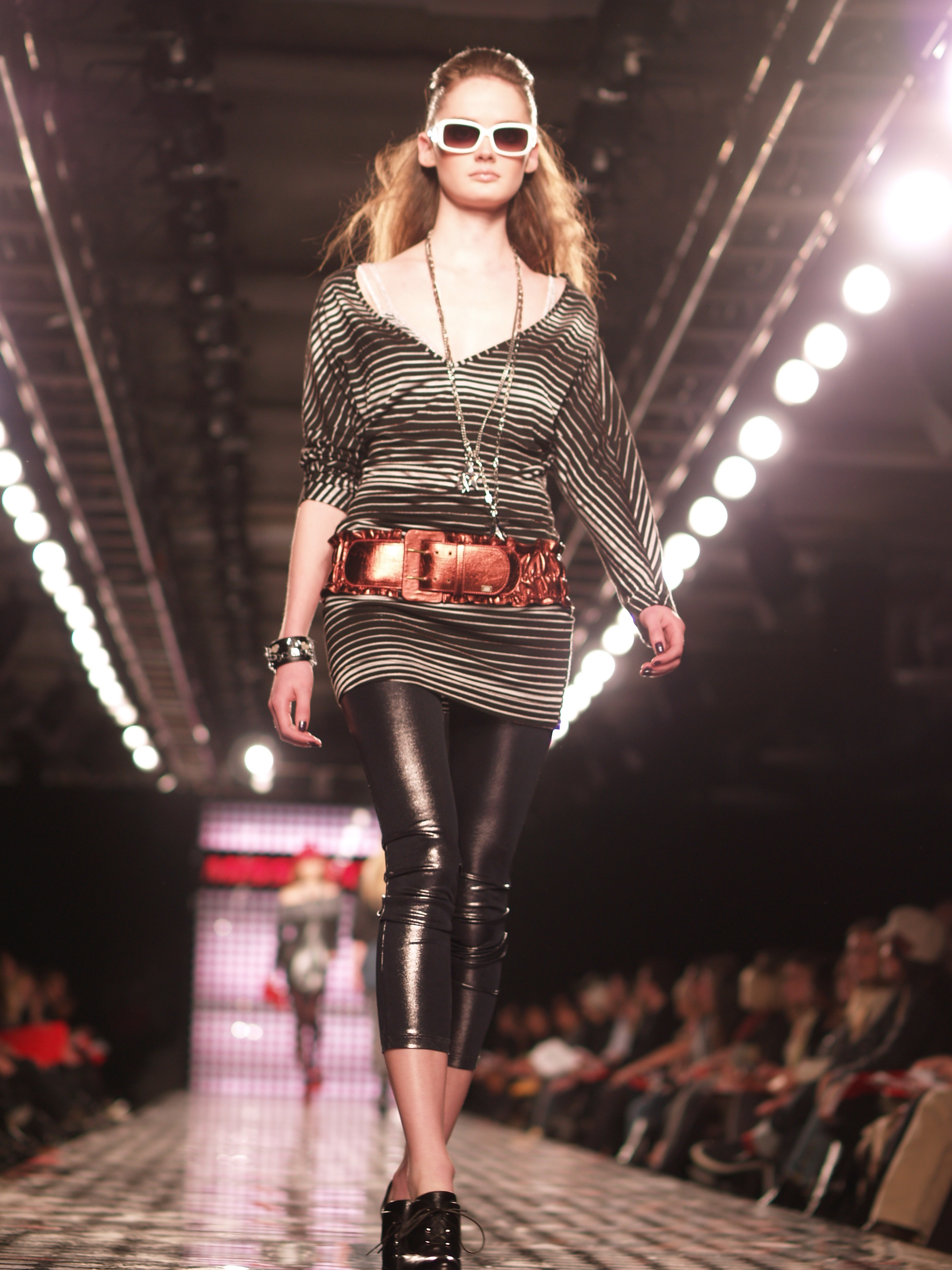
عارضة ترتدي طماق لامع في عرض أزياء.

- طماق لامع.
- طماق الجنز.
- طماق الرجال.

## منتقدوه
يرى الكثير من منتقديه أنه يظهر المرأة كسلعة جنسية وذلك لإظهار مفاتنها ويسبب لها المعاكسة والتحرش في الأماكن العامة، لكن البعض يراه موضة لا أكثر وهو يدل على حرية المرأة .